# Guido Sandberger
Heinrich Guido Friedrich Emanuel Sandberger (* 29. Mai 1821 in Dillenburg; † 22. Januar 1879 in Bonn) war ein nassauischer, deutscher Geologe und Paläontologe.

## Leben
Sandberger, der Sohn des Lehrers in Weilburg Johann Philipp Sandberger (1782–1844), ging in Weilburg zur Schule und war früh an Naturkunde interessiert. Sein Vater baute ein Naturalienkabinett am Museum in Weilburg auf. Sandberger studierte ab 1839 Naturwissenschaften (besonders Geologie und Zoologie) in Heidelberg, Marburg, Bonn und Berlin mit der Promotion in Heidelberg 1843 und war ab 1845 Kollaborator am Gymnasium in Wiesbaden und ab 1847 Lehrer für Naturwissenschaften am dortigen Realgymnasium. 1853 wurde er Konrektor. 1861 ging er aus Gesundheitsgründen in Pension.
Er veröffentlichte über Stratigraphie und Paläontologie besonders des Devon seiner Heimat (Rheinisches Schiefergebirge) mit seinem Bruder Fridolin Sandberger, der Professor in Würzburg war. Ihr Die Versteinerungen des Rheinischen Schichtensystems war ein Standardwerk mit der Beschreibung von 365 Arten, darunter 160 Erstbeschreibungen der Brüder (verschiedene marine Wirbellose, aber auch Pflanzen, Unterdevon bis Unterkarbon). Von ihm stammen auch kleinere Aufsätze über Botanik, Mykologie und Entomologie.
Er war im Vorstand des Vereins für Naturkunde im Herzogthum Nassau.
Die paläontologische Sammlung der Brüder ist im Museum Wiesbaden.

## Schriften
- Die erste Epoche der Entwicklungsgeschichte des Erdkörpers, Jahrbücher des Nassauischen Vereins für Naturkunde 2, 1845, S. 89–124
- mit Fridolin Sandberger: Die Versteinerungen des rheinischen Schichtensystems in Nassau. Mit einer kurzgefassten Geognosie dieses Gebietes und mit steter Berücksichtigung analoger Schichten anderer Länder, Wiesbaden, 2 Bände,  1850, 1856, Biodiversity Library
- mit Fridolin Sandberger: Vorläufige Übersicht der fossilen Pflanzen des rheinischen Schichtensystems in Nassau, Jahrbücher des Nassauischen Vereins für Naturkunde 7, 1851, S. 141–144
- Clymeniarum et Goniatitum natura etc., Bull. der Moskauer Naturforschenden Ges. 1856
- Über Clymenien, Neues Jahrbuch über Mineralogie, Geologie und Paläontologie, 1853, S. 513–523
- Geognostische Beschreibung der Eifel, Trier 1853
- Über Goniatiten, und insbesondere über die Varietäten-Reihe des Goniatites retrorsus v. Buch's, Neues Jahrbuch über Mineralogie, Geologie und Paläontologie, 1851, S. 536–554
- mit Franz Querbach: Der Erdkörper, ein kosmisches Ganzes, 1856
- Uebersicht der naturhistorischen Beschaffenheit des Herzogthums Nassau, Wiesbaden: Kreidel 1857
- Geologisches A.B.C., 1861